# フェヴジパシャ駅
フェヴジパシャ駅（トルコ語：Fevzipaşa Tren İstasyonu）はトルコガズィアンテプ県イスラーヒエにある、トルコ国鉄（TCDD）の駅。
アダナ-アレッポ線と、当駅を起点とするフェヴジパシャ-クルタラン線との分岐駅であり、フラットエクスプレスとメルスィン-イスラーヒエ間の地方列車が停車する。

## 歴史
元々はバグダッド帝国オスマン帝国鉄道（CIOB）によりバグダード鉄道の途中駅として建設され、1912年12月1日に開業した。1937年までは何度も別会社により運営の移管が移管されてきたが、1937年にTCDDの移管後は落ち着いた。
駅と周辺施設は、2023年の地震により損傷を受けた。

## 隣の駅
トルコ国鉄
フラトエクスプレス
アイラン駅 - フェヴジパシャ駅 - コズデレ駅
メルスィン-イスラーヒエ間地方列車
アイラン駅 - フェヴジパシャ駅 - イスラーヒエ駅